# John McGiver
John Irwin McGiver (New York, 5 novembre 1913 – West Fulton, 9 settembre 1975) è stato un attore statunitense.
Stimato caratterista, è principalmente conosciuto al grande pubblico per aver recitato in Colazione da Tiffany e Un uomo da marciapiede.

## Biografia
McGiver nacque a New York, figlio di immigrati irlandesi. Nel 1942 si arruolò nell'esercito e combatté in Europa durante la seconda guerra mondiale in qualità di ufficiale delle Settima Armata dell'esercito degli Stati Uniti d'America. Tornato alla vita civile, divenne insegnante di letteratura presso la Christopher Columbus High School e lavorò saltuariamente in spettacoli teatrali Off-Broadway fino al 1955, quando divenne attore a tempo pieno.

### Carriera

#### Televisione
Nel 1959 McGiver apparve nell'episodio The Assassin della serie Five Fingers della NBC, con David Hedison. Nel 1962 recitò in The Seventh Day of Creation, puntata del serial The Eleventh Hour, con Wendell Corey e Jack Ging. Altra comparsa avvenne in due puntate della serie Alfred Hitchcock presenta (Six People No Music e Fatal Figures), e nell'episodio Sounds and Silences di Ai confini della realtà. Tra il 1963 e il 1964, McGiver apparve in cinque episodi di The Patty Duke Show nel ruolo di J.R. Castle. Nella stagione televisiva 1964-1965 McGiver interpretò il vedovo Walter Burnley nella sitcom della CBS Many Happy Returns.

## Vita privata
Nel 1947 McGiver sposò Ruth Schmigelsky. La coppia ebbe dieci figli: Boris, Brigit, Maria, Perry, Basil, Clare, Oliver, Ian, Clemens e Cornelia.
Il 9 settembre 1975 morì nella sua casa di Fulton, New York, a causa di un infarto all'età di 61 anni. I suoi resti furono cremati.

## Filmografia parziale

### Cinema
- Arianna (Love in the Afternoon), regia di Billy Wilder (1957)
- L'uomo dall'impermeabile (L'homme à l'imperméable), regia di Julien Duvivier (1957)
- Mia moglie... che donna! (I Married a Woman), regia di Hal Kanter (1958)
- Due toroni tra i cowboys (Once Upon a Horse...), regia di Hal Kanter (1958)
- Gazebo (The Gazebo), regia di George Marshall (1959)
- Love in a Goldfish Bowl, regia di Jack Sher (1961)
- Colazione da Tiffany (Breakfast at Tiffany's), regia di Blake Edwards (1961)
- Uno scapolo in paradiso (Bachelor in Paradise), regia di Jack Arnold (1961)
- Something's Got to Give, regia di George Cukor (1962) - incompiuto
- Mister Hobbs va in vacanza (Mr. Hobbs Takes a Vacation), regia di Henry Koster (1962)
- Va' e uccidi (The Manchurian Candidate), regia di John Frankenheimer (1962)
- Rodaggio matrimoniale (Period of Adjustment), regia di George Roy Hill (1962)
- Come ingannare mio marito (Who's Got the Action?), regia di Daniel Mann (1962)
- I miei sei amori (My Six Loves), regia di Gower Champion (1963)
- Johnny Cool, messaggero di morte (Johnny Cool), regia di William Asher (1963)
- Dove vai sono guai! (Who's Minding the Store?), regia di Frank Tashlin (1963)
- Prendila è mia (Take Her, She's Mine), regia di Henry Koster (1963)
- Lo sport preferito dall'uomo (Man's Favorite Sport?), regia di Howard Hawks (1964)
- I guai di papà (A Global Affair), regia di Jack Arnold (1964)
- Patto a tre (Marriage on the Rocks), regia di Jack Donohue (1965)
- La ragazza made in Paris (Made in Paris), regia di Boris Sagal (1966)
- La mia spia di mezzanotte (The Glass Bottom Boat), regia di Frank Tashlin (1966)
- Il fantasma ci sta (The Spirit Is Willing), regia di William Castle (1967)
- Ladri sprint (Fitzwilly), regia di Delbert Mann (1967)
- Un uomo da marciapiede (Midnight Cowboy), regia di John Schlesinger (1969)
- Io sono la legge (Lawman), regia di Michael Winner (1971)
- Mame, regia di Gene Saks (1974)
- La banda delle frittelle di mele (The Apple Dumpling Gang), regia di Norman Tokar (1975)

### Televisione
- The Alcoa Hour – serie TV, episodi 2x05-2x07 (1956)
- Avventure in paradiso (Adventures in Paradise) – serie TV, episodio 1x25 (1960)
- The Americans – serie TV, episodio 1x15 (1961)
- The Dick Powell Show – serie TV, episodio 1x28 (1962)
- Ensign O'Toole – serie TV, episodio 1x18 (1963)
- Mr. Novak – serie TV, episodio 1x09 (1963)
- La grande avventura (The Great Adventure) – serie TV, episodi 1x07-1x26 (1963-1964)
- McKeever & the Colonel, 1962–1963
- Many Happy Returns, 1964–1965 (protagonista)
- Mr. Terrific, 1967
- The Jimmy Stewart Show, 1971–1972
- Alfred Hitchcock presenta (Fatal Figures, Six People, No Music)
- Bonanza
- Ai confini della realtà (The Twilight Zone) - serie TV, episodi 4x18-5x27 (1963-1964)
- Lucy Show (Lucy is Kangaroo for a Day, 1963)
- The Patty Duke Show (5 episodi)
- Gli inafferrabili (The Rogues) – serie TV, episodio 1x29 (1965)
- Voyage to the Bottom of the Sea (episodio The X Factor)
- Il fuggitivo (episodio The End Game)
- The Dick Van Dyke Show
- The Beverly Hillbillies (Granny Versus the Weather Bureau)
- I Pruitts (The Pruitts of Southampton) – serie TV, episodio 1x01 (1966)
- Le cause dell'avvocato O'Brien (The Trials of O'Brien) – serie TV, episodio 1x15 (1966)
- Gidget (One More for the Road, 1966)
- Organizzazione U.N.C.L.E. (The Birds and the Bees Affair, 1966)
- Strega per amore (Jeannie Breaks the Bank, 1966)
- L'isola di Gilligan (Man With a Net, 1966)
- Honey West – serie TV, episodio 1x17 (1966)
- Selvaggio west (The Wild Wild West) – serie TV, episodio 3x13 (1967)
- Ai confini dell'Arizona (The High Chaparral) - serie TV, episodio 2x07 (1968)
- Vita da strega (Mother-in-Law of the Year, 1971)
- Due onesti fuorilegge (A Fistful of Diamonds, 1971)
- Il virginiano (The Virginian) – serie TV, episodio 9x24 (1971)
- Ellery Queen - serie TV, episodio 1x06 (1975)

### Teatro
- A Thurber Carnival, 1960
- The Front Page, 1969–1970

## Doppiatori italiani
- Carlo Romano in Lo sport preferito dall'uomo, Ladri sprint
- Giorgio Capecchi in Arianna, Johnny Cool, messaggero di morte
- Riccardo Mantoni in Colazione da Tiffany
- Luigi Pavese in Uno scapolo in paradiso
- Sergio Tedesco in Come ingannare mio marito
- Mario Pisu in Va' e uccidi
- Gino Baghetti in Prendila è mia